# Amtsgericht Hüningen

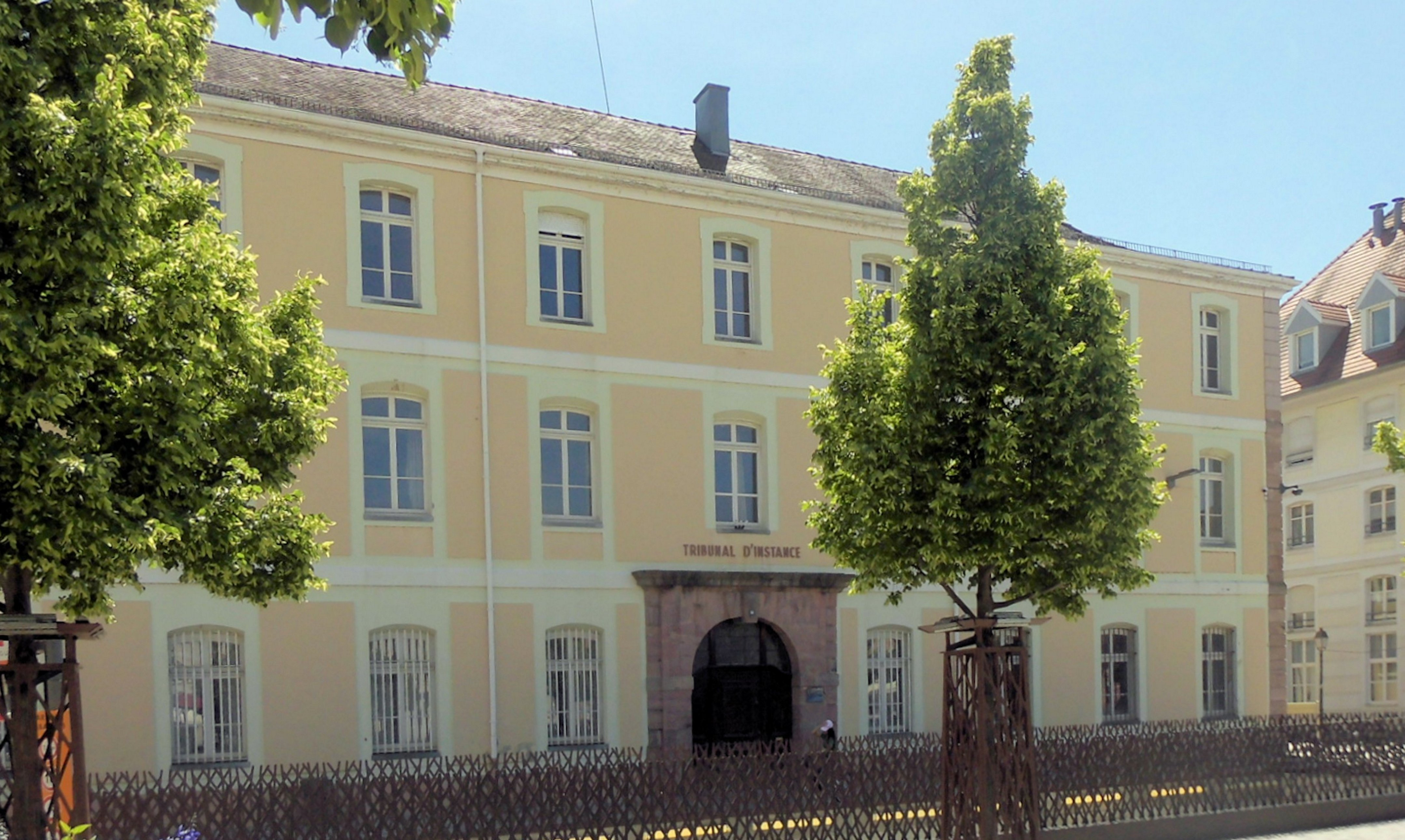
Gerichtsgebäude

Das Amtsgericht Hüningen war ein deutsches Amtsgericht mit Sitz in Hüningen in den Jahren 1879 bis 1918.

## Geschichte
Hüningen war Sitz eines französischen Friedensgerichts. Nach der Abtretung Elsass-Lothringens im Frieden von Frankfurt an das Deutsche Reich 1871 wurde die Gerichtsstruktur mit dem Gesetz, betreffend Abänderung der Gerichtsverfassung vom 14. Juli 1871 und der Ausführungsbestimmung hierzu vom gleichen Tag neu geregelt. Dabei wurden die Friedensgerichte beibehalten.
Im Rahmen der Reichsjustizgesetze wurden 1879 die Friedensgerichte im Reichsland Elsass-Lothringen aufgehoben und Amtsgerichte gebildet. Das Amtsgericht Hüningen war dem Landgericht Mülhausen nachgeordnet.
Am Gericht bestand 1880 eine Richterstelle. Das Amtsgericht war ein kleines Amtsgericht im Landgerichtsbezirk. Es war auch Rheinschifffahrtsgericht.
Der Gerichtsbezirk umfasste 1895 den Kanton Hüningen mit 138 Quadratkilometern und 20.526 Einwohnern und 22 Gemeinden.
Mit der Verordnung des Statthalters, betreffend die auswärtigen Gerichtstage der Amtsgerichte vom 4. Dezember 1903 wurde festgelegt, dass das Amtsgericht Hüningen Gerichtstage in Niederhagenthal für die Gemeinden Buschweiler, Knöringen, Leymen, Liebensweiler, Niederhagenthal, Neuweiler, Oberhagenthal, Volkensberg und Wenzweiler und Gerichtstage in Blotzheim für die Gemeinden Attenschweiler, Blotzheim, Hesingen, Niedermichelbach, Obermichelbach, Niederranspach und Oberranspach abhalten sollte.
Nach der Abtretung Elsass-Lothringens an Frankreich nach dem Ersten Weltkrieg wurde das Amtsgericht Hüningen als „Tribunal cantonal Huningue“ weitergeführt. Im Zweiten Weltkrieg wurde 1940 von der deutschen Besatzungsmacht die vorgefundene Gerichtsstruktur unter Verwendung deutscher Ortsnamen und Behördenbezeichnungen, hier also wieder als Amtsgericht Hüningen, fortgeführt. Heute besteht das Tribunal d'instance d'Huningue.

## Gerichtsgebäude
Das Gerichtsgebäude trägt die heutige Adresse 10 rue des Boulangers. Es steht als Monument historique unter Denkmalschutz. Es wurde zwischen 1680 und 1682 als Hôtel du Gouverneur erbaut. Der Entwurf stammte von Jacques Tarade.